# Ben Brereton
Benjamin „Ben“ Brereton (* 18. April 1999 in Stoke-on-Trent) ist ein chilenisch-englischer Fußballspieler, der seit 2024 beim englischen FC Southampton unter Vertrag steht. Seit 2021 spielt er zudem für die chilenische Fußballnationalmannschaft.

## Vereine

### Nottingham Forest
Der im Sommer 2015 in die Jugendakademie des Zweitligisten Nottingham Forest gewechselte Ben Brereton debütierte am 25. Januar 2017 für den Verein bei einer 0:2-Niederlage bei Leeds United. In seinem dritten Ligaeinsatz für Forest am 4. Februar 2017 erzielte der 17-jährige Brereton in der Nachspielzeit den 2:1-Siegtreffer seiner Mannschaft gegen Aston Villa und damit sein erstes Tor im Profibereich.

### Blackburn Rovers
Zur Saison 2018/19 wurde er an den Ligakonkurrenten Blackburn Rovers ausgeliehen. Nach 16 Einsätzen, in denen der Stürmer kein Tor erzielen konnte, verpflichtete ihn sein Leihverein im Januar 2019 fest. Bei den Rovers unterschrieb Brereton einen Vertrag bis 2022. Nachdem er in seinen ersten beiden Spielzeiten nur als Ergänzungsspieler zum Einsatz kam und lediglich zwei Ligatreffer erzielte, etablierte sich Ben Brereton in der EFL Championship 2020/21 als Stammspieler. Mit 7 Toren in 40 Partien stellte er jeweils einen Karrierebestwert auf.
Zu Beginn der Saison 2021/22 konnte er den Abgang von Blackburns Toptorjäger Adam Armstrong (Wechsel in die Premier League zum FC Southampton) schnell vergessen machen. Mit sechs Toren in fünf Spielen gelang ihm ein sehr guter Start in die Spielzeit und erhielt dafür die Auszeichnung als bester Spieler der zweiten Liga im Monat September 2021. Letztendlich erzielte der Angreifer 22 Treffer und gehörte damit zu den fünf besten Torschützen der Liga. Die Blackburn Rovers befanden sich im Saisonverlauf lange auf einem Play-off-Platz, ehe der verletzungsbedingte Ausfall ihres Toptorjägers Ben Brereton in der Endphase der Saison zu einem deutlichen Leistungsabfall und dem Sturz auf den achten Tabellenplatz führte. Mitte Mai 2022 machte der Verein von der Option Gebrauch den auslaufenden Vertrag des 23-Jährigen um ein Jahr zu verlängern.
Im Sommer 2023 wechselte er nach Spanien zum FC Villarreal. Im Januar 2024 ging Brereton auf Leihbasis zu Sheffield United. Für den Verein erzielte er sechs Treffer in vierzehn Spielen der Premier League 2023/24, stieg jedoch mit United als Tabellenletzter ab. Zu Beginn der Saison 2024/25 unterschrieb der 25-Jährige einen Vierjahresvertrag beim Erstliga-Aufsteiger FC Southampton.

## Nationalmannschaft
Im März 2017 wurde Ben Brereton erstmals in den Kader der englischen U-19-Nationalmannschaft berufen. Am 24. März 2017 debütierte er für die Juniorenauswahl bei einem 3:0-Sieg über die spanische U-19-Nationalmannschaft. Im Sommer 2017 nahm er mit England an der U-19-Fußball-Europameisterschaft 2017 in Georgien teil. Brereton gehörte mit drei Turniertoren, gemeinsam mit seinem Mannschaftskameraden Ryan Sessegnon, zu den vier treffsichersten Spielern des Turniers und gewann dank eines 2:1-Finalerfolges über Portugal den Europameistertitel. Ein Jahr später wurde er erneut in den englischen Kader für die U-19-Fußball-Europameisterschaft 2018 in Finnland berufen. Die ersatzgeschwächte Mannschaft scheiterte diesmal vorzeitig in der Vorrunde. Ben Brereton erzielte im Auftaktspiel gegen die Türkei seinen einzigen Turniertreffer.
Eine Fangruppe bemerkte im Computerspiel Football Manager Breretons chilenisch-englische Doppelbürgerschaft und starteten eine Kampagne in den sozialen Netzwerken, ihn für die chilenische Fußballnationalmannschaft zu nominieren. Nachdem die Kampagne von chilenischen Medien aufgegriffen wurde, nominierte ihn der chilenische Nationaltrainer Martín Lasarte für die Copa América 2021. In dem Wettbewerb kam er zu fünf Einsätzen. Sein erstes Spiel bestritt er am 14. Juni 2021 gegen die Auswahl Argentiniens. In dem Match wurde Brereton in der 77. Minute eingewechselt. Am 18. Juni im Spiel gegen Bolivien konnte er bei seinem zweiten Einsatz sein erstes Tor erzielen.